# 弗朗西斯·邓达斯
弗朗西斯·邓达斯（英語：Francis Dundas，1759年—1824年1月15日），英国贝里克郡人，是一名英國陸軍上將，并在1798年至1803年担任开普殖民地代理总督。
弗朗西斯·邓达斯是罗伯特·邓达斯和吉英·格兰特的次子。罗伯特·邓达斯是第一任陆军大臣第一代梅尔维尔子爵亨利·邓达斯的侄子。

## 军事生涯
1775年，他服役于第1近卫步兵团。1783年，轉入第45步兵团；并于1787年，调入皇家苏格兰团。美国独立战争期间，他跟随第一代康沃利斯侯爵查爾斯·康沃利斯参加克拉普磨房战役，格林斯普林战役，和約克鎮圍城戰役。
1796年，他出任苏格兰旅（后第94步兵团）旅長，并扎营于西库，之后罗兰·希尔接任。
1796年8月，他受任担任大英帝国占领后的卡普殖民地代理总督。1798年11月21日，他就职并任至1799年12月9日；在1801年4月20日再任，并任至1803年2月20日。期间签署《亚眠和约》，使得卡普殖民地归为巴达维亚共和国。在他任内，爆发了1798年格拉夫-里内特暴动和第三次前线战争。他的治理风格被认为是独裁的，但仍然适当。
在返回英国后，他担任了数个重要的军職，作為肯特师師長率部参加（大卫·邓达斯领导）1804年至1805年的战役。

## 家庭
1800年1月22日，弗朗西斯·邓达斯与艾丽·卡明结婚。艾丽·卡明是约翰· 卡明之女。他们有以下孩子
1. Francis Dundas，出生于1801年1月16日开普敦。
2. Robert Dundas，出生于1805年11月3日，特威德河畔贝里克
3. Caroline Dundas，出生于1807年1月21日，泰恩河畔纽卡斯尔
4. Wedderburn Dundas
5. Henrietta Dundas
6. Alexander Dundas